# تلمبه باقر محمدی فاریاب
تلمبه باقر محمدی فاریاب یک منطقهٔ مسکونی در ایران است که در دهستان گلاشکرد واقع شده‌است. تلمبه باقر محمدی فاریاب ۱۱۸ نفر جمعیت دارد.